# Bandiera della Repubblica dei Komi
La bandiera del Repubblica dei Komi è la bandiera della Repubblica federale russa dei Komi, adottata in via ufficiosa il 27 novembre 1991 ed in via ufficiale dal 6 giugno 1994.

## Descrizione
La bandiera tricolore è un rettangolo di proporzione 2:3 (dal 27 novembre 1991 al 17 dicembre 1997, è stata 1:2). La bandiera è composto da tre bande orizzontali, di colore: blu, verde e bianco.
Il blu rappresenta il cielo, il verde la taiga della regione ed il bianco rappresenta il colore della neve. Secondo una diversa interpretazione, il bianco rappresenta l'uguaglianza e l'unità dei popoli e delle culture che vivono nella Repubblica.